# Kanashimi Twilight
Singles de Morning Musume
Egao Yes Nude
(14 février 2007) Onna ni Sachi Are
(25 juillet 2007)
Kanashimi Twilight (悲しみトワイライト, "Crépuscule douloureux") est le 33e single du groupe de J-pop Morning Musume.

## Présentation
Le single sort le 25 avril 2007 au Japon sur le label zetima. Il est écrit, composé et produit par Tsunku. Il atteint la 2e place du classement des ventes de l'Oricon, et reste classé pendant quatre semaines, pour un total de 61 322 exemplaires vendus durant cette période.
Il sort également dans deux éditions limitées notées « A » et « B », avec des pochettes différentes : l'édition « A » contient en supplément un DVD, alors que l'édition « B » contient en supplément un livret de 40 pages. Contrairement aux autres singles du groupe, il ne sort pas cette fois dans le commerce au format "single V" (DVD) ; cependant un DVD du même type appelé pour l'occasion « event V » est vendu sur place lors de certaines prestations du groupe.
C'est le dernier single du groupe avec Hitomi Yoshizawa, qui le quittera le mois suivant, et le dernier avec Miki Fujimoto, qui démissionnera le mois d'après à la suite d'une liaison sentimentale dévoilée par la presse. C'est donc son dernier single avec un membre des quatre premières générations. C'est le deuxième single avec Aika Mitsui de la "8e génération", mais toujours sans Jun Jun et Lin Lin qui venaient d'être choisies pour rejoindre le groupe mais pas à temps pour participer à l'enregistrement.
La chanson-titre figurera d'abord sur la compilation Morning Musume All Singles Complete qui sort en fin d'année, puis sur le neuvième album du groupe, Platinum 9 Disc de 2009.

## Formation
Membres du groupe créditées sur le single :
- 4e génération : Hitomi Yoshizawa (dernier single)
- 5e génération : Ai Takahashi, Risa Niigaki
- 6e génération : Miki Fujimoto (dernier single), Eri Kamei, Sayumi Michishige, Reina Tanaka
- 7e génération : Koharu Kusumi
- 8e génération : Aika Mitsui

## Titres
Single CD
1. Kanashimi Twilight (悲しみトワイライト?)
2. Hand Made City (Hand made CITY?)
3. Kanashimi Twilight (Instrumental) (悲しみトワイライト...?)

DVD de l'édition limitée "A"
1. Kanashimi Twilight (Another Ver.) (悲しみトワイライト...?)

Event V (DVD)
1. Quiz! Hawaii de Kanashimi Twilight! (クイズ! ハワイで悲しみトワイライト!?)
2. Kanashimi Twilight (Dance Shot Ver.) (悲しみトワイライト...?)